# Markovi Kuli
Markovi Kuli (makedonski: Маркови Кули) ili Prilepski Grad je srednjovjekovna utvrda u Makedoniji sjeverozapadno od Prilepa kod sela Varoš, na brdu. To je bio dvor legendarnog srednjovjekovnog srpskog vladara Kraljevića Marka.

## Povijest
Arheološka istraživanja na nalazištu Markovi Kuli provede se već četiri desetljeća. Ona su otkrila da je na tom nalazištu postojalo ranije antičko naselja - Keramija. U rimsko doba, to malo naselje proširilo na jugozapad, na tom dijelu pronađeno je nekoliko fragmenata mramornih ukrasa ranokršćanske bazilike.
Utvrda se počela graditi u 10. st za cara Samuila, na to ukazuju zidine pored ulaznih vrata i Akropole (Gornji grad utvrde) na terenu visokom između 120 - 180 m, dostupnom jedino sa sjeverne i južne strane.
Ostatci današnjih zidina su iz 13. i 14. stoljeća i u relativno su dobrom stanju. Zidovi su debljine oko jedan metar, građeni su od velikih kamenih blokova vezanih žbukom. Utvrda je imala tri reda zidina. Graditelji su koristili postojeće stijene na ovom inače geološki neobičnom brdu, koje i izgleda poput tvrđave.
Unutarnji zidovi razdvajali su utvrdu na manje dijelove. Palača srpskog kralja Vukašina Mrnjavčevića i njegovog sina Kraljevića Marka nalazila se na jugozapadnom dijelu utvrde.Neposredno pored palače pronađeni su i temelji jedne jednobrodne crkve.
Na sjevernim vratima Gornjeg grada jasno se vide brojne rekonstrukcije koje su rađene na utvrdi. 
Ispod akropole nešto južnije nalazio se donji grad koji je imao dva reda niskih zidina i prostirao se na površini od 3,6 hektara. Na sjevernoj strani tog grada bila su dupla gradska vrata, s velikom stražarnicom između njih. Na južnom zidu nalaze se tri dobro očuvane kule. Na zapadnoj strani, nalaze se grobovi uklesani u kamen. U 14. stoljeću, ovaj grad je služio kao privremeno utočište lokalnom stanovništvu za Turske invazije. Po nekim historijskim izvorima, sve do druge polovice 14. stoljeća, pa čak i nešto kasnije, ovu utvrdu branilo je samo 40 vojnika.
Nakon smrti kralja Marka, 1395., utvrdu su preuzeli osmanski stražari, a preostali stanovnici su je napustili i potražili utočište u naselju ispod Markovih Kula - Varoš,  koje se od tad počelo razvijati i postoji do danas. Kako Prilep više nije imao nikakav strategijski značaj i straža je napustila utvrdu te je od tad počela propadati.

## Vanjske poveznice
- Markovi Kuli Prilep (Macedonian Civilization)